# India en los Juegos Olímpicos de Innsbruck 1964
India estuvo representada en los Juegos Olímpicos de Innsbruck 1964 por un deportista masculino que compitió en esquí alpino.
El equipo olímpico indio no obtuvo ninguna medalla en estos Juegos.